# Giorgio Stegani
Giorgio Stegani Casorati (Milano, 13 ottobre 1928 – Roma, 20 febbraio 2020) è stato un regista e sceneggiatore italiano.
Attivo dal 1954 al 1990, ha firmato nove regie e venti sceneggiature, cimentandosi anche con la recitazione nel film per la televisione Safari del 1991.

## Biografia
Figlio della pianista Matilde Lambiase, nipote del maestro Oreste Lambiase e pronipote dell'attore Luigi Lambiase, Giorgio Stegani iniziò la carriera di sceneggiatore nel 1954 con il film documentario Ai margini della città di Giorgio Ferroni. Sempre con Ferroni nel 1961 diventò aiuto regista nel film Le baccanti.
L'esordio come regista avvenne nel 1965 con il film di spionaggio Criminali ad Hong Kong, film nel quale assunse lo pseudonimo di George Finley. Il suo nome rimane legato agli Spaghetti western degli anni sessanta: scrisse e diresse tre titoli emblematici del genere come Adiós gringo (1965), con Giuliano Gemma, Gentleman Jo... uccidi (1967) e Al di là della legge (1968), oltre a essere autore della sceneggiatura di Un dollaro bucato (1965) di Giorgio Ferroni e di 1000 dollari sul nero (1966) di Alberto Cardone.
Negli anni settanta passò al genere soft-erotico, dirigendo Ornella Muti in Il sole nella pelle (1971) ed Eleonora Giorgi in Disposta a tutto (1977), suo ultimo film come regista.
È morto a Roma il 20 febbraio 2020, all'età di 91 anni.

## Filmografia

### Regista
- Da 077: criminali a Hong Kong (1964) – versione italiana
- Adiós gringo (1965)
- Agente Logan - Missione Ypotron (1966)
- Colpo doppio del camaleonte d'oro (1967)
- Gentleman Jo... uccidi (1967)
- Al di là della legge (1968)
- Il sole nella pelle (1971)
- Milano: il clan dei calabresi (1974)
- Disposta a tutto (1977)

### Sceneggiatore
- Ai margini della città, regia di Giorgio Ferroni (1954) – cortometraggio documentaristico, solo commento
- Il campanile d'oro, regia di Giorgio Simonelli (1955)
- Amore e guai, regia di Angelo Dorigo (1958)
- Il mulino delle donne di pietra, regia di Giorgio Ferroni (1960)
- Le baccanti, regia di Giorgio Ferroni (1961)
- La guerra di Troia, regia di Giorgio Ferroni (1961)
- Delitto allo specchio, regia di Jean Josipovici e Ambrogio Molteni (1964)
- La Celestina P... R..., regia di Carlo Lizzani (1965)
- Un dollaro bucato, regia di Giorgio Ferroni (1965)
- Adiós gringo, regia di Giorgio Stegani (1965)
- Agente Logan - Missione Ypotron, regia di Giorgio Stegani (1966)
- 1000 dollari sul nero, regia di Alberto Cardone (1966)
- Colpo doppio del camaleonte d'oro, regia di Giorgio Stegani (1967)
- Al di là della legge, regia di Giorgio Stegani (1968)
- L'arciere di fuoco, regia di Giorgio Ferroni (1971)
- Il sole nella pelle, regia di Giorgio Stegani (1971)
- Disposta a tutto, regia di Giorgio Stegani (1977)
- Skipper – film TV (1987)
- La maschera del demonio, regia di Lamberto Bava (1990)
- Alta tensione – miniserie TV, 2 episodi (1999)

### Montatore
- Gentleman Jo... uccidi (1967)

### Attore
- Safari – film TV (1991)